# MILA (atletiek)
MILA is een verzamelnaam voor enkele afstanden in de hardloopsport. Het is een afkorting van middellange afstand.
Op de MILA-afstanden wordt, anders dan bij de sprint, staande gestart en mogen de lopers vanaf een bepaald punt invoegen in de binnenste baan.
MILA omvat volgende afstanden:
- 800 meter
- 1500 meter
- 3000 meter

Deze naam wordt enkel in Nederland gebruikt. In Vlaanderen spreekt men van halve fond en fond. Hoewel deze termen niet door iedereen hetzelfde gebruikt worden, heeft halve fond meestal betrekking op de 800 en 1500 m, en fond op afstanden boven 1500 m tot ongeveer 5000 m.